# Thirty Heart Attacks a Day
Thirty Heart Attacks a Day – pierwszy oficjalnie wydany album Drivealone, solowego projektu polskiego multiinstrumentalisty Piotra Maciejewskiego. Ukazał się 9 lutego 2009 nakładem wytwórni Ampersand Records.
Pierwotnie Thirty Heart Attacks a Day miał zostać wydany w niskim nakładzie pod szyldem wytwórni Make Records, również będącej jednoosobowym projektem Maciejewskiego.
Na kilka dni przed opublikowaniem albumu, wszystkie ścieżki dostępne były na oficjalnym profilu artysty w serwisie MySpace.com.

## Lista utworów
Autorem muzyki i tekstu każdego z utworów jest Piotr Maciejewski.
1. „The Sickening” – 3:01
2. „Rough Measures Expected” – 4:43
3. „Who’s Gonna Teach You?” – 3:46
4. „Be a Soldier” – 2:56
5. „Random Guilt Generator” – 3:48
6. „Conspire, Conspire” – 4:10
7. „Makeshift Medicine” – 4:10
8. „Your Crippled Riot” – 6:31
9. „Death of a Discus Thrower” – 6:08

## Twórcy
- Piotr Maciejewski – wykonanie muzyki, produkcja, miksowanie, inżynieria dźwięku
- Jacek Gawłowski – mastering